# El noi del pijama de ratlles (pel·lícula)
El noi del pijama de ratlles (títol original en anglès The Boy in the Striped Pyjamas) és una pel·lícula britànico-estatunidenca dirigida l'any 2008 per Mark Herman. Està basada en el llibre homònim de John Boyne.

## Argument
Berlín, 1942. Bruno té nou anys i desconeix el significat de la Solució Final i de l'Holocaust. No és conscient de les crueltats que el seu país, en plena guerra mundial, està infligint als pobles d'Europa. Tot el que sap és que el seu pare -de nou nomenat comandant d'un camp de concentració- ha ascendit a la seva feina, i que ha passat en cas de viure en una confortable casa de Berlín a una zona aïllada. Tot canvia quan coneix Shmuel, un nen jueu que viu una estranya existència paral·lela a l'altre costat del filat.

## Repartiment
- Vera Farmiga: Elsa
- David Thewlis: Ralf
- Asa Butterfield: Bruno
- Jack Scanlon: Shmul
- Amber Beattie: Gretel
- Rupert Friend: Kurt Kotler
- David Hayman: Pavel
- Sheila Hancock: Nathalie
- Richard Johnson: Matthias
- Cara Horgan: Maria
- Jim Norton: Herr Liszt

## Banda sonora
La banda sonora va ser composta per James Horner l'any 2008.
Llista de temes
1. Boys Playing Airplanes (04:14)
2. Exploring The Forest (02:37)
3. The Train Ride To A New Home (03:35)
4. The Wind Gently Blows Through The Garden (05:57)
5. An Odd Discovery Beyond the Trees (02:52)
6. Dolls Are Not For Big Girls, Propaganda is... (03:44)
7. Black Smoke (01:43)
8. Evening Supper – A Family Slowly Crumbles (07:53)
9. The Funeral (01:54)
10. The Boy Plans, From Night To Day (02:37)
11. Strange New Clothes (09:54)
12. Remembrance, Remembrance (05:32)